# Недаліно
Недаліно (пол. Niedalino) — село в Польщі, у гміні Свешино Кошалінського повіту Західнопоморського воєводства.
Населення — 1387 осіб (2011).
У 1975-1998 роках село належало до Кошалінського воєводства.

## Демографія
Демографічна структура станом на 31 березня 2011 року:
|          | Загалом | Допрацездатний вік | Працездатний вік | Постпрацездатний вік |
| -------- | ------- | ------------------ | ---------------- | -------------------- |
| Чоловіки | 658     | 128                | 474              | 56                   |
| Жінки    | 729     | 155                | 453              | 121                  |
| Разом    | 1387    | 283                | 927              | 177                  |